# Рафаил (линейный корабль, 1713)
«Рафаил» — парусный линейный корабль Балтийского флота России.

## Описание корабля
Парусный двухдечный линейный корабль 4 ранга, один из трёх кораблей типа «Гавриил». Длина судна по сведениям из различных источников составляла от 38,7 до 38,71 метра, ширина — 10,7 метра, а осадка от 4,7 до 4,71 метра. Вооружение судна составляли 52 орудия, включавшие двадцать четыре 12-фунтовых, двадцать 8-фунтовых и восемь 4-фунтоых. При этом при отправлении из Архангельска в 1713 году на корабль устанавливались 22 8-фунтовых и восемь 4-фунтовых орудий, а остальное вооружение устанавливалось уже по прибытии в Ревель. Экипаж состоял из 350 человек, в том числе капитана, 3-х поручиков, 3-х штурмана, 12-ти мичманов, шкипера, боцмана и 2-х боцманматов.
Был одним из восьми парусных кораблей Российского императорского флота, носивших это наименование. Также в составе Балтийского флота несли службу одноимённые парусные линейные корабли 1724, 1745, 1758 и 1802 годов постройки, а также парусный фрегат 1791 года постройки, в составе Черноморского флота — одноимённый парусный фрегат 1828 года постройки, а в составе Каспийской флотилии — одноимённый гекбот 1745 года постройки.

## История службы
Корабль «Рафаил» был заложен на Соломбальской верфи в 1712 году. После спуска на воду в июне 1713 года вошёл в состав Балтийского флота России. Строительство корабля вёл корабельный мастер Выбе Геренс. 17 (28) октября 1713 года корабль вышел из Архангельска в Балтийское море, на зимовку был оставлен в Кольском заливе, а в апреле следующего года прибыл в Ревель.
Принимал участие в Северной войне. В 1714 и 1715 годах выходил в крейсерства в Балтийском море в составе эскадр. В июле 1716 года в составе эскадры перешёл из Ревеля в Копенгаген и c 5 (16) по 14 (25) августа совершал плавания в Балтийском море в составе четырех объединенных флотов России, Дании, Голландии и Англии, а 22 октября (2 ноября) прибыл с эскадрой в Ревель.
В 1717 и 1718 годах вновь выходил в крейсерские плавания в Балтийском море в составе эскадр и отрядов. С 4 (15) июня по 16 (27) июля 1717 года входил в состав эскадры генерал-адмирала графа Ф. М. Апраксина, которая находилась в крейсерстве у берегов Швеции и принимала участие в высадке десанта на остров Готланд. 15 (26) мая 1719 года вышел их Ревеля на поиск шведских судов в составе отряда капитана 2-го ранга Н. А. Сенявина. 24 мая (2 июня) принимал участие в Эзельском сражении. Во время сражения вместе с кораблём «Ягудиил» преследовал шведский флагманский корабль «Вахмейстер» и после боя вынудил его сдаться.
С 26 июня (3 июля) по 23 августа (3 сентября) 1719 года крейсировал с эскадрой в Финском заливе, прикрывая переход гребного флота. 4 (15) мая 1721 года вышел в крейсерство из Ревеля в составе эскадры. 9 (20) мая попал в сильный шторм у мыса Дагерорт и получил сильные повреждения, в том числе была сломана грот-мачта. 20 (31) мая на буксире фрегата «Самсон» был приведён в Ревель. В 1724 году корабль  «Рафаил» был затоплен в Ревельской гавани, таким образом его корпусом был укреплен пролом в стенке гавани.

## Командиры корабля
Командирами корабля «Рафаил» в разное время служили:
- В. Генау (1713 год).
- И. А. Сенявин (1714 год).
- М. Фалкенберг (1715 год).
- X. Гаук (1716 год).
- М. Грис (1717—1718 годы).
- Я. Шапизо (1719 год).
- Б. Шмит (1721 год).